# Litecoin
Litecoin (symbool: Ł; meervoud Litecoin) is een cryptovaluta, en tevens de naam van de opensourcesoftware die uitgebracht is onder de MIT/X11-licentie. Het is gebaseerd op de blockchain-technologie, waar de bitcoin ook op is gebouwd.
De creatie en transacties van Litecoin zijn gebaseerd op een opensourceprotocol en worden niet gereguleerd door enig centraal gezag. Litecoin is gemaakt met de intentie om het concept van bitcoin te verbeteren, waarbij enkele technische verschillen een rol spelen. Deze verschillen betreffen onder meer de algoritmische functie (Scrypt versus SHA-256 bij bitcoin), een hoger maximaal aantal coins, snellere bevestigingstijden en andere adressen. Vanwege de gedeelde broncode met bitcoin, wordt de ontwikkeling en blijvende decentralisatie van bitcoin gesteund door het Litecoin Project.
Sinds november 2013 wordt Litecoin vaak in de media genoemd. Zo zijn er al artikelen verschenen in The Wall Street Journal, CNBC en de New York Times waarin wordt gespeculeerd over de Litecoin als alternatief voor bitcoin. Op 28 november 2013 was 1 LTC ongeveer 35 euro waard. Op 27 maart 2019 was 1 LTC ongeveer 54 euro waard met een marktkapitalisatie van 3.22 miljard euro. Elke Litecoin kan worden verdeeld in 100.000.000 kleinere eenheden.

## Geschiedenis
Litecoin werd gepubliceerd via een opensource-client via GitHub op 13 oktober 2011 door Charlie Lee, een voormalig Google-werknemer en afgestudeerd aan Massachusetts Institute of Technology. De Bitcoin-Qt werd gebruikt als basis van Litecoin, al werden verschillende wijzigingen gemaakt zodat Litecoin fundamenteel verschilt ten opzichte van bitcoin.
In november van 2013 bereikte Litecoin een marktkapitalisatie van 1 miljard Amerikaanse dollar.
Begin 2014 werd een open alpha pre-release Android-applicatie gepubliceerd door het Litecoin-ontwikkelaarsteam.
In mei 2017 heeft de Litecoin-software SegWit-ondersteuning geactiveerd.
In september 2017 zijn er de eerste atomic swaps uitgevoerd. In 4 dagen zijn er swaps uitgevoerd tussen Litecoin en Decred, Litecoin en Vertcoin, Litecoin en Bitcoin.
In maart 2021 bereikte Litecoin een kapitalisatie van 13,3 miljard dollar.